# Jelena Tomašević
Jelena Tomašević (Servisch: Јелена Томашевић) (Negotin, 1 november 1983) is een Servische zangeres. Ze nam voor Servië deel aan het Eurovisiesongfestival 2008.

## Biografie
Jelena Tomašević werd geboren in Negotin in het oosten van Servië, maar later verhuisde ze naar Kragujevac. Vanaf kinds af aan hield ze zich al bezig met muziek. Op achtjarige leeftijd won zij de kindertalentenjacht Šarenijada. Nadat ze zowel de basisschool en de middelbare school had afgemaakt ging ze naar de Universiteit van Kragujevac waar ze Engels studeerde. Intussen maakte ze ook deel uit van de folkloregroep Kud Abrasevic, die veel prijzen in binnen- en buitenland won.

### Eurovisiesongfestival
Tomašević nam in 2004 met succes deel aan Beovizija, de Servische voorronde van Evropesma wat de kandidaat voor Servië en Montenegro op het Eurovisiesongfestival moest aanduiden. Met het liedje Kad ne bude tvoje ljubavi kwam ze echter niet ver in Evropesma.
In 2005 trad ze aan met het liedje Jutro, een compositie van Željko Joksimović, die een jaar eerder nog als tweede eindigde op het Eurovisiesongfestival 2004. Het liedje won Beovizija maar Tomašević moest het nog opnemen tegen de winnaar van Montevizija , de Montenegrijse band No Name.
In de finale verloor ze van de Montenegrijnse favoriet, die uiteindelijk naar het Eurovisiesongfestival 2005 in Kiev, Oekraïne mocht. De stemming was op zijn zachtst gezegd oneerlijk aangezien alle Montenegrijnse juryleden Tomašević links lieten liggen. Jelena Tomašević werd tweede in de Second Chance Contest met Jutro.
In 2008 nam ze revanche in Beovizija met het lied Oro, weer een compositie van Joksimović, en ging met de zegepalm aan de haal. Tijdens het Eurovisiesongfestival 2008 in haar eigen land probeerde Tomašević de titel voor Servië te verdedigen. Na de puntentelling eindigde Oro op de zesde plaats.

## Privéleven
Jelena Tomašević is getrouwd met de Servische acteur Ivan Bosiljčić op 28 augustus 2011. Op 24 januari 2012 beviel ze van haar eerste dochter genaamd Nina.
2007: Marija Šerifović · 
2008: Jelena Tomašević feat. Bora Dugić · 
2009: Marko Kon & Milaan · 
2010: Milan Stanković · 
2011: Nina Radojčić · 
2012: Željko Joksimović · 
2013: Moje 3 · 
2015: Bojana Stamenov · 
2016: Sanja Vučić · 
2017: Tijana Bogićević · 
2018: Sanja Ilić & Balkanika · 
2019: Nevena Božović · 
2021: Hurricane · 
2022: Konstrakta · 
2023: Luke Black · 
2024: Teya Dora · 
2025: Princ
- Bibsys: 9049769
- International Standard Name Identifier: 0000 0003 7265 2887
- MusicBrainz: 9c3e320e-0f8e-48e6-ae53-4fa12375362e
- Nationale en Universitaire bibliotheek Zagreb: 000287633
- Virtual International Authority File: 305624406